# Liceo scientifico statale Camillo Cavour
Il liceo scientifico statale Camillo Cavour è un liceo scientifico situato a Roma fino al 1960 in via Cavour, poi in via delle Carine 1, nel Rione Monti. È stato il primo liceo scientifico di Roma.

## Storia

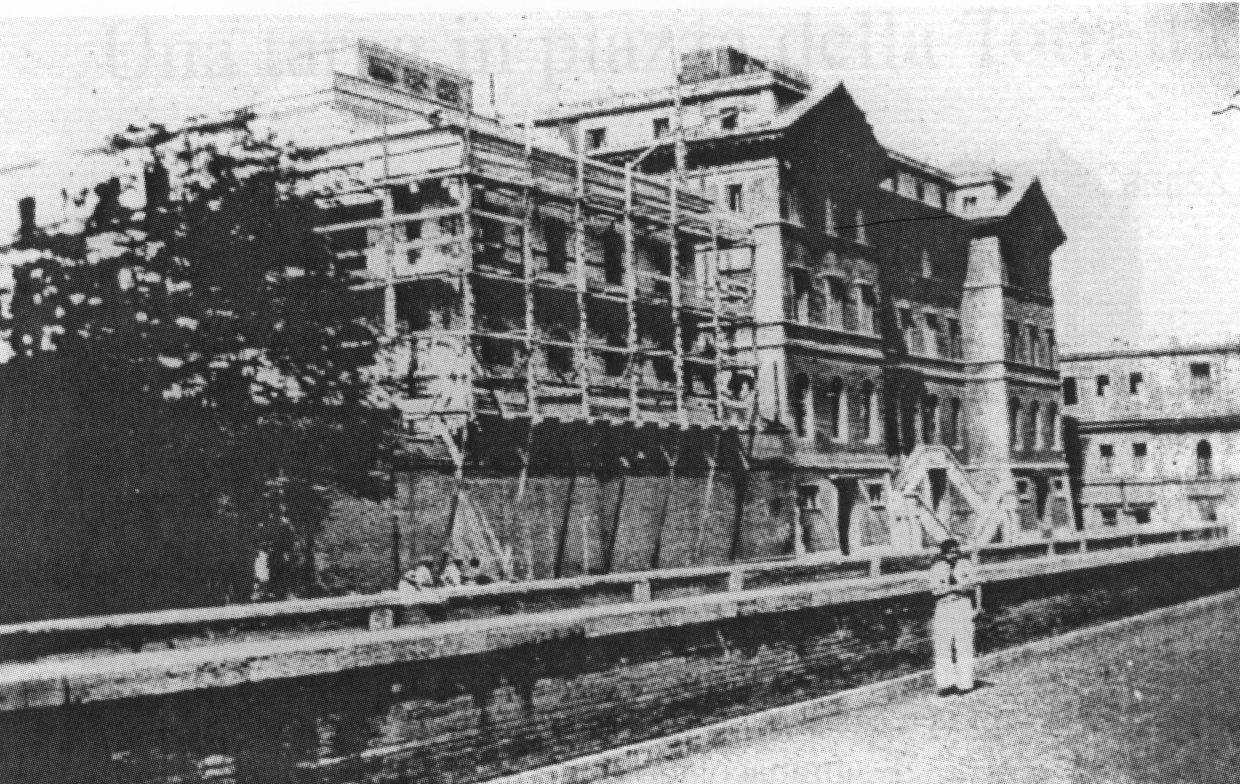
Costruzione del secondo edificio

Il Liceo Cavour nasce nel 1871 come sezione fisico-matematica del regio istituto tecnico di Roma (poi diventato istituto tecnico commerciale Leonardo Da Vinci). In seguito alla riforma Gentile del 1923 che aboliva tali sezioni, viene istituito il regio liceo scientifico di Roma in applicazione del regio decreto legislativo del 9 settembre 1923 n. 1915. Il liceo inizia la sua attività nell'anno scolastico 1923-24 come filiazione del liceo classico Ennio Quirino Visconti (a sua volta primo liceo classico di Roma) e viene dedicato a Camillo Benso conte di Cavour, intitolazione riconosciuta con regio decreto del 9 marzo 1924. Nel 1926 il regio liceo scientifico di Roma viene infine istituito come struttura autonoma, che inizia le sue attività con l'anno scolastico 1926-27. Nel 1946, con l'inaugurazione del liceo scientifico statale Augusto Righi (nato da una succursale del regio liceo), la scuola assume il nome definitivo di "liceo scientifico Camillo Cavour".
A partire dall'anno scolastico 1997-1998 all'istituto venne accorpato il Liceo Scientifico W. Goethe, situato in Largo Chiarini, zona San Saba.

## Strutture

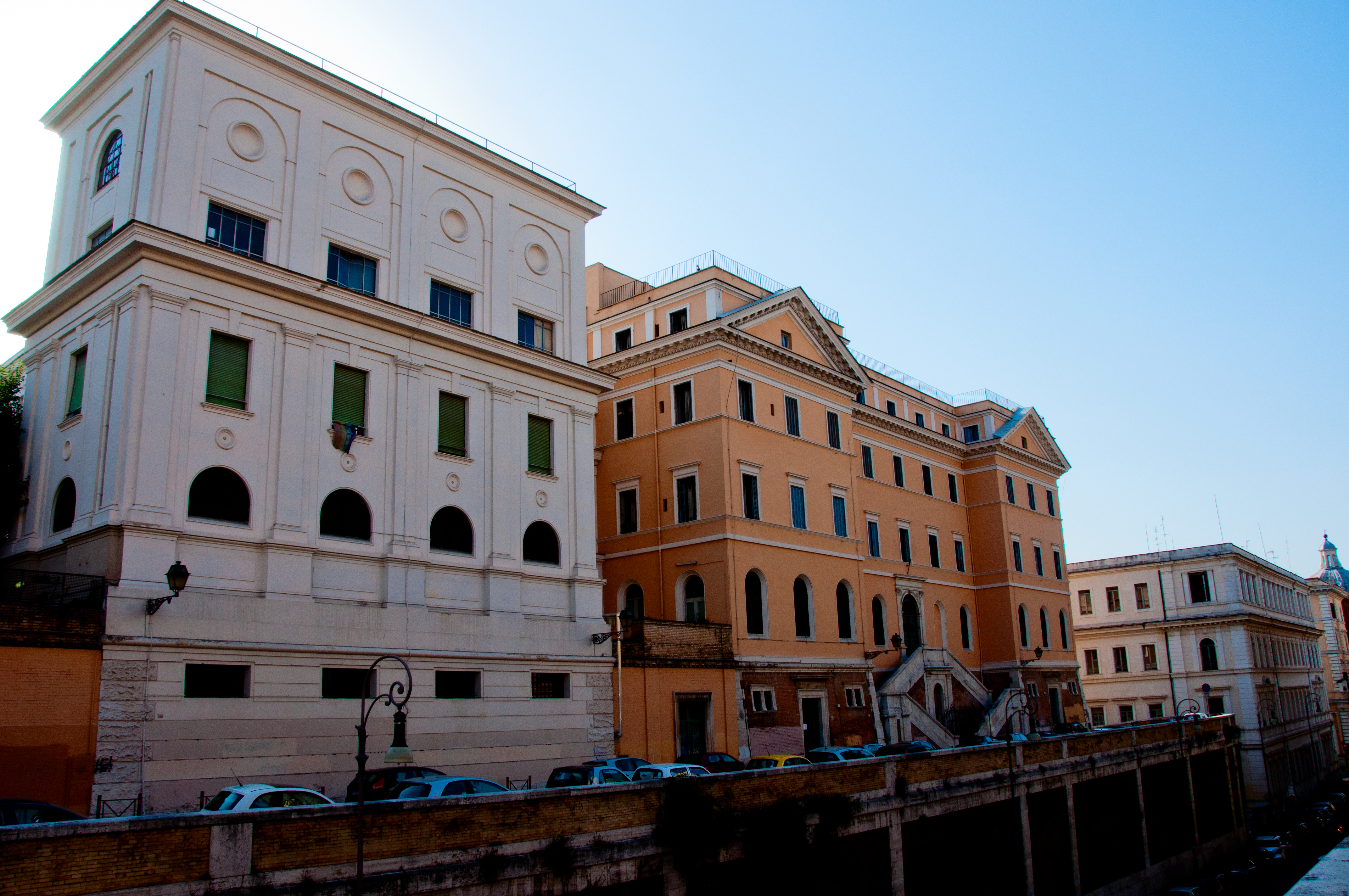
Gli edifici del liceo Cavour: a sinistra la "palazzina B" e a destra la "palazzina A" (più antica)

La storia del Liceo Cavour passa attraverso due fasi. Dal 1923, anno di fondazione, fino al 1962 la scuola ha avuto la propria sede nell'edificio in via Cavour n. 258, che attualmente ospita l'Istituto Tecnico Commerciale Leonardo da Vinci e alcuni uffici dell'Ufficio Scolastico Regionale per il Lazio (questi ultimi con accesso dalla retrostante via Frangipane). A partire dall'ottobre del 1962 l'attività didattica venne trasferita in una nuova struttura, situata in via Vittorino da Feltre n.6, nei pressi del Colosseo, sede che occupa ancora oggi.
Attualmente il Liceo Cavour è situato in un complesso che comprende due edifici adiacenti, detti Palazzina A e Palazzina B, collegati fra loro da un breve corridoio. La Palazzina A, più antica, venne costruito tra il 1884 e il 1887 dall'architetto Luca Carimini per ospitare lo studentato degli Oblati di Maria Immacolata. La Palazzina B venne costruita in un secondo tempo, nel 1905, in occasione del trasferimento a Roma della casa generalizia degli oblati. Nella stessa occasione venne aperto l'ingresso di via delle Carine.
All'interno del complesso si trovano le aule, un laboratorio di chimica e un laboratorio di fisica, aule di disegno tecnico, un laboratorio linguistico, un laboratorio informatico, l'aula magna, una biblioteca, due palestre, due campi da pallavolo, un campo da pallacanestro e un bar.

## Filatelia

Il francobollo dedicato al liceo Cavour

Il 29 settembre 2001 in occasione dei 75 anni dell'istituto, le Poste italiane hanno emesso un francobollo che ritrae il liceo. Disegnato da Luigi Vangelli è stato prodotto in 3 500 000 copie.